# Acropora suharsonoi
Acropora suharsonoi är en korallart som beskrevs av Wallace 1994. Acropora suharsonoi ingår i släktet Acropora och familjen Acroporidae. IUCN kategoriserar arten globalt som starkt hotad. Inga underarter finns listade i Catalogue of Life.